# Scotophilus dinganii
Scotophilus dinganii es una especie de murciélago de la familia Vespertilionidae.

## Distribución geográfica
Se encuentra en el África subsahariana.